# Artur Tabor
Artur Tabor (ur. 1968 w Radomiu, zm. 2 lipca 2010 w Uliastai na terenie ajmaku chentejskiego (somon Batszireet) w Mongolii) – polski fotografik i filmowiec, autor filmów przyrodniczych, podróżnik. 

## Życiorys
Ukończył Akademię Podlaską w Siedlcach (ob. Uniwersytet w Siedlcach), a następnie zajął się zawodowo fotografiką. Tematem jego zdjęć, a w późniejszym czasie filmów były zwierzęta w naturalnym środowisku. Fotografie publikował w czasopismach przyrodniczych m.in. „Zwierzaki” (gdzie był etatowym pracownikiem), „Echa Leśne”, „Głos Lasu”, „Brać Łowiecka”, „Łowiec Polski”, „National Geographic”. Stale współpracował z zagranicznymi agencjami fotograficznymi i filmowymi m.in. z BBC (Nature Picture Library). Należał do Związku Polskich Fotografów Przyrody (Okręg Roztoczańsko-Podkarpacki). Zginął tragicznie podczas realizacji kolejnego filmu, spadł ze skały i zmarł w wyniku odniesionych obrażeń. W uznaniu twórczości Artura Tabora Senat Rzeczypospolitej Polskiej odznaczył go pośmiertnie medalem „Dobro Rzeczypospolitej Najwyższym Prawem”.

## Twórczość

### Albumy fotograficzne
- Bug-Nadbużańskie Podlasie, Prószyński i S-ka, Warszawa, 1999, ISBN 83-7180-577-2
- Z Bliska i Z Daleka. Piła i Okolice,  Wydawnictwo Winkowski, Piła, 2002, ISBN 83-917241-0-7
- Kathmandu – szkice, 2003, ISBN 83-917241-1-5
- Królestwo Dzikich Gęsi, album przygotowany wspólnie z Przemysławem Szymońskim, poświęcony przyrodzie Parku Narodowego „Ujście Warty”, Wydawnictwo Winkowski, Piła, 2004, ISBN 83-917-241-2-3
- Sowy Polski, wyd. I, Wydawnictwo Winkowski, Piła, 2005, ISBN 83-917241-5-8
- Sowy Polski, wyd. II, Wydawnictwo Kruk i Tabor J., Jedlnia, 2013, ISBN 978-83-936988-0-6
- Bug. Pejzaż nostalgiczny, wyd. I, Wydawnictwo Gondwana, 2008, ISBN 978-83-920366-7-8
- Bug. Pejzaż nostalgiczny, wyd.II, 2019, ISBN 978-83-8169-209-0
- Wisła – królowa rzek, Wydawnictwo Gondwana, 2009, ISBN 978-83-920366-6-1

### Filmy
- Podlaski Przełom Bugu, (2001) który w 2002 roku zdobył I nagrodę na ogólnopolskim przeglądzie filmów o tematyce ekologicznej w Przysieku koło Torunia.
- Nadbużański Park Krajobrazowy (2002)
- Góry Stołowe (2002)
- Dolina Krasnej (2003)
- W Obronie Rzeki (2003)
- W Krainie Jodły, Buka i Tarpana (Roztoczański Park Narodowy) (2004)
- Małopolski Przełom Wisły (2004)
- Sowy Polski (2011, realizacja Romuald Mikusek, uzupełnienia Krzysztof Kaszewski, zdjęcia Artur Tabor)

Wraz z Tomaszem Kłosowskim współtworzył cykl programów telewizyjnych Dzika Polska, którego jeden z odcinków poświęcony był jego twórczości.

## Nagrody i wyróżnienia
- I nagroda jury fotografików na Międzynarodowym Festiwalu Mikrosfera w Białowieży we wrześniu 2002
- Nagroda min. Ludomira Benedyktowicza w dziedzinie artystycznej
- Grand Prix w konkursie fotograficznym „Łowca Polskiego” im. Włodzimierza Puchalskiego Nagrody w Konkursie Polskiej Fotografii Prasowej.
- Wyróżnienia w europejskim konkursie fotografii przyrodniczej „Europaischer Naturfotograf des Jahres” organizowanym przez GDT w Niemczech (2002, 2004, 2005)
- III miejsce w kategorii „Inne Zwierzęta” w międzynarodowym konkursie IFWP (International Federation of Wildlife Photography) (2002)
- Wyróżnienie w międzynarodowym konkursie „Glanzlichter 2005. projek natur & fotografie”, kategoria: skrzydlaci artyści.
- Dnia 10.05.2019 Otrzymał tytuł Honorowego Obywatela Gminy Jedlnia-Letnisko